# Jimmy Neutron vs. Jimmy Negatron
Jimmy Neutron vs. Jimmy Negatron est un jeu vidéo d'action développé par AWE Games et édité par THQ, sorti en 2002 sur Windows et Game Boy Advance en Amérique du Nord, puis en 2003 en Europe.
Il s'agit du second épisode vidéo-ludique basé sur l'univers de Jimmy Neutron, mais le seul dont le scénario se base sur la série télévisée plutôt que sur le film d'animation.

## Accueil

### Critiques
- IGN : 6/10[1] (GBA)
- Nintendo Power : 48 %[2] (GBA)

### Vente
D'après le site web VG Chartz, le jeu vidéo s'est écoulé à environ 260 000 copies au total sur Game Boy Advance, dont près de 190 000 exemplaires en Amérique du Nord.